# Итакажа

Итакажа на карте штата.

Итакажа (порт. Itacajá) — муниципалитет в Бразилии, входит в штат Токантинс. Составная часть мезорегиона Восточный Токантинс. Входит в экономико-статистический микрорегион Жалапан. Население составляет  7 104 человека на 2010 год. Занимает площадь 3 051,360 км². Плотность населения — 2,33 чел./км².

## Демография
Согласно сведениям, собранным в ходе переписи 2010 г. Национальным институтом географии и статистики (IBGE), население муниципалитета составляет:
| Полное население                               | Полное население                               | Полное население                               | Полное население                               | 7 104 |
| ---------------------------------------------- | ---------------------------------------------- | ---------------------------------------------- | ---------------------------------------------- | ----- |
| в том числе:                                   | Городское население                            | 4 273                                          | Процент городского населения, %                | 60,15 |
|                                                | Сельское население                             | 2 831                                          | Процент сельского населения, %                 | 39,85 |
|                                                | Мужское население                              | 3 731                                          | Процент мужского населения, %                  | 52,52 |
|                                                | Женское население                              | 3 373                                          | Процент женского населения, %                  | 47,48 |
| Плотность населения, чел/км²                   | Плотность населения, чел/км²                   | Плотность населения, чел/км²                   | Плотность населения, чел/км²                   | 2,33  |
| Население муниципалитета в % к населению штата | Население муниципалитета в % к населению штата | Население муниципалитета в % к населению штата | Население муниципалитета в % к населению штата | 0,51  |

По данным оценки 2016 года население муниципалитета составляет 7 411 жителей.

## Статистика
- Валовой внутренний продукт на 2003 составляет 11.714.018,00 реалов (данные: Бразильский институт географии и статистики).
- Валовой внутренний продукт на душу населения на 2003 составляет 1.753,07 реалов (данные: Бразильский институт географии и статистики).
- Индекс развития человеческого потенциала на 2000 составляет 0,675 (данные: Программа развития ООН).

## Важнейшие населенные пункты
| № | Населённый пункт   | Населённый пункт (порт.) | Категория         | Население чел. (2010) | На карте                       |
| - | ------------------ | ------------------------ | ----------------- | --------------------- | ------------------------------ |
| 1 | Итакажа            | Itacajá                  | город             | 4273                  | 8°23′34″ ю. ш. 47°46′18″ з. д. |
| 2 | Донзела            | Donzela                  | поселок           | 168                   | 8°42′57″ ю. ш. 47°30′56″ з. д. |
| 3 | Алдея-Морру-ду-Бой | Aldeia Morro do Boi      | индейская деревня | 125                   | 8°31′13″ ю. ш. 47°22′42″ з. д. |
| 4 | Алдея-Санта-Круз   | Aldeia Santa Cruz        | индейская деревня | 113                   | 8°29′50″ ю. ш. 47°40′33″ з. д. |
| 5 | Алдея-Серра-Гранди | Aldeia Serra Grande      | индейская деревня | 102                   | 8°32′21″ ю. ш. 47°30′41″ з. д. |
| 6 | Маража             | Marajá                   | поселок           | 64                    | 8°23′45″ ю. ш. 47°49′19″ з. д. |